# Calydna calyce
Calydna calyce är en fjärilsart som beskrevs av William Chapman Hewitson 1859. Calydna calyce ingår i släktet Calydna och familjen Riodinidae. Inga underarter finns listade i Catalogue of Life.